# Bulk moulding compound
Bulk moulding compound (BMC) is een met vezels voorzien polyester wat voornamelijk als grondstof gebruikt wordt in het spuitgietproces. Het materiaal BMC wordt ook wel een thermoset composite genoemd.
Het bijzondere van een bulk moulding compound is dat het een thermohardende polymeer is. Dit materiaal, ook wel duroplast genoemd, wordt in tegenstelling tot een thermoplast tijdens latere verhitting niet meer zacht.

## Toepassing
- Eclectische isolators (hittebestendig tot 220 °C)
- Koplampreflectors